# La abuela (telenovela)
La abuela es una telenovela colombiana escrita por Julio Jiménez, realizada por RTI Televisión y trasmitida por la Primera Cadena entre los años 1979 y 1980. Estuvo protagonizada antagónicamente por Teresa Gutiérrez, quién personificaba a la malvada Brígida Paredes. Contó con las actuaciones estelares de las memorables actrices Gloria Gómez, María Eugenia Dávila y Judy Henríquez, y el actor Jaime Saldarriaga.

## Sinopsis
Doña Brígida Paredes es la temida matrona de su familia. Es una mujer de doble moral, que le dio la libertad a sus hijos varones de hacer lo que se les viniera en gana mientras que a sus tres hijas las deja enclaustradas ayunando y orando. Tiene un hijo menor al que desprecia por ser débil a tal punto que le envía, para forjarle el carácter, con un capataz sodomita. Sin embargo es el único varón que le queda ya que sus otros hijos fueron asesinados en "El Bogotazo". Uno de sus difuntos hijos dejó un nieto (Hernancito) al que Brígida le dio cariño, pero sin saber que, en el futuro, este hombre le traerá su desgracias y su perdición.

## Argumento
La historia es contada basándose en flashbacks que se remontan a Bogotá en 1948. Doña Brígida Paredes (Teresa Gutiérrez) es una matriarca déspota, fanática religiosa y cruel. Su esposo Roberto es un exmilitar ahora viejito inútil que permite las tiranías y excesos de su esposa. El régimen dictatorial de Doña Brigida alcanza a toda su familia y a su sirvienta india Zenobia (Ana Mojica). Sólo se salvan Faustino y Hernán, los hijos mayores, que son vividores, irresponsables y mujeriegos. Paradójicamente la moralista Brígida los admira y adora y les da libertades insospechadas para el resto de la familia. El hijo menos querido, Benjamín (Alí Humar), es un muchacho débil y tímido a quien su madre detesta. Brígida sin embargo a las que más reprime y vigila son a sus tres hijas a quienes somete a una vida de suplicios y deberes religiosos. Cualquier transgresión es castigada severamente obligándolas a hincarse sobre piedras afiladas o azotándolas en el propio cuarto de torturas de Doña Brigida. Zenobia tampoco se escapa de esos tormentos. La hija mayor Emperatriz (María Eugenia Dávila) está de novia en secreto con Alfonso, hijo de su madrina. Liberata (Gloria Gómez) la hija del medio sueña con ser actriz, y la menor Victoria (Lucero Galindo) vive entusiasmada con conocer el amor de un hombre.
Don Roberto muere y Brigida impone un luto riguroso. Nadie (solo los hijos mayores) puede salir de la casa sin su permiso. Emperatriz desobedece a su madre y va visitar la tumba de su padre. Brigida la azota sin misericordia y Emperatriz huye a casa de sus padrinos. Alfonso se casa con ella y se la lleva al extranjero.
Aquí viene la parte que más impresiona de la mamá. Cansada de la debilidad de Benjamín, Brigida lo envía al campo a vivir en la choza de un dudoso individuo (de tendencias bisexuales). Una noche ese hombre viene a cobrar el dinero que le paga Brigida e intenta abusar de Victoria. Brigida los encuentra y le da un balazo que lo hiere en la oreja. El hombre vuelve al campo y ataca sexualmente a Benjamín diciendo "lo que no le pude hacer a tu hermana, te lo voy a hacer a ti". No se llega saber si realmente abusa de Benjamín, porque ocurre un cataclismo mayor. El político más popular Jorge Eliecer Gaitán es asesinado y su muerte ocasiona los famosos disturbios conocidos como "El Bogotazo". Faustino y Hernán son asesinados en la calle. Benjamín llega andrajoso y agotado por una marcha a pie desde el campo y es recibido por una casa enlutada. Se cree que Doña Brigida aturdida por su terrible perdida no volverá a levantar cabeza, pero la malvada mujer todavía tiene energías. Recordando que su hijo Hernán tenía amores con la cabaretera Marlene y que esta decía estar embarazada, Brigida la visita. Marlene y su hijo viven en la miseria y es fácil a la Abuela quitarle al bebé. Este niño, "Hernancito", se convierte en la fuente de fortaleza y gran amor de Brigida.
Pasan diez años. Emperatriz y Alfonso regresan del extranjero con sus hijos Roberto y Elena y visitan a Doña Brigida quien comienza a dar señales de chochera (o esquizofrenia). Hernancito es un niño caprichoso y malcriado quien vive a través de los mimos de su abuela y su tía Victoria que ha hallado en el niño un consuelo para su soltería. Liberata a escondidas colabora con un grupo teatral. Benjamín es un despojo humano prematuramente envejecido y calvo. Su único consuelo son las clases que da en un liceo cercano. Ahí conoce a la barrendera Teresa (la gran Judy Henríquez) quien sabiendo que viene de familia rica lo seduce y se casa con él. Brigida acepta con mucho recelo a esta nuera que bajo una aparente docilidad oculta las garras.
Pasan otros diez años. Doña Brigida es una vieja senil a quien nadie hace mucho caso. Está obsesionada con que quieren matarla de hambre y esconde comida bajo las cobijas. Además esta llena de achaques y casi inválida. Hernancito es un chico desobligado y atolondrado, pero de buenos sentimientos. Liberata sigue trabajando como actriz y está enamorada del director de una de sus obras. Teresa es una esposa frustrada y amargada por la falta de hijos y la vida mediocre que lleva. Benjamín por su trauma adolescente no puede satisfacer sexualmente a su esposa. Teresa comienza un romance adulterino con un pintor. Emperatriz preocupada por su madre se traslada con su familia su antigua casa. La perversa Brigida intenta destruir el matrimonio de su hija y pervertir a sus nietos. Incluso alienta la rebeldía de Elena (Natalia Giraldo) y hace que huya de la casa. Finalmente Alfonso aparta a su familia de la influencia nefasta de su suegra. Doña Brigida está muy mal y es llevada a un hospital. Se espera que muera y Teresa comienza planear la expulsión de sus cuñadas. Victoria aprovechando la ausencia de su madre tiene su primera relación sexual con el electricista. Luego se marcha como dama de compañía de su tía Beatriz. Liberata se casa con el director y se va de gira. Finalmente Teresa le revela a Hernancito los sórdidos detalles de su nacimiento. Hernancito sufre una gran depresión y aconsejado por su tío Alfonso ingresa en el ejército para alejarse de su casa. Desdichadamente, Doña Brigida regresa para seguir haciendo de las suyas. Teresa decide matarla. Primero le coloca un patín en la escalera, pero lo pisa Benjamín y se rompe una pierna. Luego Teresa aprovechándose de las incoherencias de su suegra la deja extraviada en un barrial. Doña Brigida es rescatada por unos marginales que quieren usarla para pedir limosna, pero la Abuela es tan insoportable que la abandonan en una comisaría. Teresa está embarazada, pero resultó que previamente, a causa de unas paperas infantiles, Benjamín había quedado estéril. Al descubrir la infidelidad de su mujer, Benjamín se suicida. Teresa y su hijo mueren en el parto. Hernancito pide una licencia del ejército para hacerse cargo de su abuela. Doña Brígida esta completamente loca y en su demencia siente odio por todo el mundo hasta por su adorado nieto. Hernancito la lleva al campo y la cuida devotamente, pero Brigida no aguanta tanto cariño y huye cayendo en el camino víctima de un ataque cardiaco.
La telenovela mostró cómo una persona mentalmente enferma puede destruir a los que la rodean si no le ponen alto o buscan ayuda a tiempo.

## Reparto
| - Teresa Gutiérrez ... Brígida Paredes - María Eugenia Dávila ... Emperatriz - Gloria Gómez ... Liberata - Judy Henríquez ... Teresa - Alí Humar ... Benjamín - Lucero Galindo ... Victoria - Jaime Saldarriaga ... Hernancito - Ana Mojica ... Zenobia - Manuel Pachón - Fernando Corredor - Natalia Giraldo - Carlos Alberto Moreno - Alicia de Rojas - Pedro Montoya |  | - Delfina Guido(Actuación especial) - Chela Arias - Carlos Barbosa - Carmenza Gómez - Sofia de Moreno - Oscar de Moya - Jose Saldarriaga - Silvio Ángel - Manuel Currea - Edgardo Román - Hugo Pérez - Gonzalo Ayala - Hermes Camelo |  | - Eduardo Barbosa - Víctor Hugo Cabrera - Alcibiades Carrillo - José Alberto González - Raquel de Henao - Sandra Fabiola Lozada - Concha Potier - Darío Valdivieso - Diana Sanders - María Margarita Giraldo - Jairo Soto - Julio del Mar - Merena Dimont |

## Premios

### Premios Antena de la Consagración
- Mejor Telenovela
- Mejor Actriz: Teresa Gutiérrez

### Premios APE
- Mejor Actriz: Teresa Gutiérrez

## Curiosidades
- Fue considerada la mejor telenovela de los años setenta.
- La protagonista fue la misma antagonista pues no representaba una villana, sino, una matrona fanática y machista que actuaba en función de sus valores y creencias.
- En la telenovela, participa la hija de la protagonista con un papel de corta duración. Era la prostituta que se embaraza de un hijo de Brígida de Paredes y ésta le arrebata el hijo, a quien llama, Hernancito quien se convertiría en su desgracia.
- Para el papel principal estuvo postulada la actriz peruana Saby Kamalich, pero los productores se decidieron por la primera actriz colombiana.
- El nivel de violencia intrafamiliar que contenía la historia obligó a que la telenovela fuese reeditada, a pesar, que era transmitida a las 21:30 horas.
- El desprecio de Brígida por su criada era tal que la llamaba "india patirrajada" y "animal de monte".
- El personaje que se "robó el show" fue Hernancito por su capacidad de cinismo y desfachatez.
- El personaje de Brígida Paredes catapultó a su protagonista, quien sería identificada, de ahí en adelante, como La abuela.
- La realización de esta telenovela fue un hito en la televisión colombiana porque rompía el esquema de la novela rosa.
- La historia incluyó, en forma subyacente, temáticas fuertes para la época ( sodomía y alcoholismo ).
- El escritor Julio Jiménez utilizó antecedentes familiares suyos para escribir esta historia, como la "tiranía" de su madre, la demencia senil y el machismo y, la historia inicia con el trasfondo social de El bogotazo.
- Aunque a lo largo de la historia, la protagonista manifiesta su desagrado por los perros, en el capítulo final, aparece uno a su lado, el cual no se alcanzó a correr porque la grabación iba muy demorada.
- El éxito de la telenovela motivó a que la historia fuese llevada al cine (con cambio de algunos actores), pero su taquilla fue insuficiente porque apenas alcanzó a compensar sus costos de producción. El gancho publicitario de la película era:  La abuela:  con los pecados que la televisión no pudo mostrar!.
- Roberto Pombo fue extra en la telenovela y casi 30 años después, es director de El Tiempo, el diario de mayor circulación en Colombia.